# Balthasar Stolberg
Balthasar Stolberg (auch Stollberg; * 1. Februar 1640 in Mittweida; † 15. Oktober 1684 in Wittenberg) war ein deutscher Philologe.

## Leben
Geboren als Sohn des Ratskämmers David Stolberg und seiner Frau Justina, die Tochter des Bürgermeisters von Mittweida Balthasar Römer, stammte er aus einem alten Mittweidaer Senatorengeschlecht. Bereits sein Großvater Balthasar Stolberg und sein Urgroßvater Wolff Stolberg waren Bürgermeister der Stadt gewesen. Als er sein achtes Lebensjahr erreicht hatte, verstarb sein Vater und er ging 1654 mit seiner Mutter nach Dresden. Von dort kam er am 26. Februar 1655 auf die kurfürstliche Gymnasium St. Augustin in Grimma, wo er nach drei Jahren am 15. Februar 1658 sich das Rüstzeug erworben hatte, eine Universität zu besuchen.
Er wählte die Universität Wittenberg, wo er sich unter dem Rektorat von Michael Sennert am 30. März 1658 in die Matrikel eintrug. Zunächst absolvierte er nach den Regeln der Zeit ein philosophisches Grundstudium und entfaltete dabei eine besondere Vorliebe für die griechische Sprache. Am 26. April 1660 erwarb er sich den damals höchsten akademischen Grad, den die philosophische Fakultät zu vergeben hatte, und bekam unter dem Dekanat von Konstantin Ziegra die Magisterwürde verliehen. 1661 habilitierte er sich, hielt private Vorlesungen und führte auch Disputationen durch.
Er machte auf sich aufmerksam, so dass ihn Jacob Weller als Hauslehrer seiner beiden Söhne engagierte. Nach fast drei Jahren berief man ihn 24. März 1664 zum Adjunkten an die philosophische Fakultät von Wittenberg, hörte dort auch theologische Vorlesungen und konnte sich mit Hilfe von Johann Erich Ostermann 1666 beim Kurfürsten ein Substitut erbitten. 1667 erhielt er die Zusage, dass man ihn bei einer künftigen Nachfolge einer entsprechenden Professur berücksichtigen werde. Nach dem Tode Ostermanns übernahm er 1668 dessen Professur für griechische Sprache.
Als vortrefflicher Philologe, zog er viele Studenten in seine Hörsäle und seine Arbeit wurde in höchsten akademischen Kreisen gelobt. Sie befasste sich größtenteils mit dem Neuen Testament. Seine Exerzitation „De soloecismis et barbarismis graecae Novi Foederis dictioni falso tributis“, knüpft an einen literarischen Streit an, den Joachim Jungius 1637 mit einer von ihm genehmigten Disputation über die Quaestio ausgelöst hatte, ob das Neue Testament von Barbarismen strotze. Jungius selbst meinte, dass darin Ungriechisches enthalten sei. Die theologische und die philosophische Fakultät in Wittenberg stellten sich auf die Seite seiner Gegner.
Gutachtlich warfen sie ihm 1638 vor, eine Gotteslästerung begangen zu haben, und suchten das Neue Testament aus dogmatischen Gründen als frei von Barbarismen und Solözismen zu erklären. Stolberg wählte einen besseren und sicheren Weg, das Neue Testament gegen diese Beschuldigungen zu retten. Er behauptete zwar nicht, dass in demselben alles rein griechische oder attische Schreibart sei, jedoch zeigte er, dass noch ein großer Unterschied zwischen den Soloecismen und Barbarismen und der so genannten lingua Vulgaris, und dass in diesem allgemein verständlichen und damals gewöhnlichen Dialekte das Neue Testament geschrieben sei.
Stolberg beteiligte sich auch an der Verwaltung der Wittenberger Universität, so bekleidete er 1668, 1674 und 1679 das Dekanat der philosophischen Fakultät und war 1678 Rektor der Wittenberger Hochschule. Zudem hatte er die Wittenberger Leucorea als Deputierter auf den Landtagen 1670 und 1681 in Dresden vertreten. Jedoch die Verdrießlichkeiten bei der Verwaltung des Rektorats, wirkten sich auf seine Gesundheit aus. Er bekam Schmerzen auf der linken Seite und es begann ein allmählicher Körperverfall mit Geschwülsten, Asthma und infolge mangelnder Bewegung schließlich Wassersucht.
Nach einem Blutsturz am 14. Oktober verstarb Stolberg in der Folgenacht um 3 Uhr. Am 19. Oktober 1684 wurde er auf dem Stadtkirchhof beigesetzt.
1670 hatte er Dorothea, die Tochter des Dresdner Bürgermeisters Paul Zincke, geehelicht. Die Ehe blieb kinderlos. Seine Witwe heiratete Theodor Dassov, der nach seinem Tode, noch einige Ausgaben von ihm herausbrachte.

## Werkauswahl
- De veterum Christianorum agapis. (Resp. Abraham Zinkk) Schmatz, Wittenberg 1673. (Digitalisat)
- Theomerata philologica in Contemtum Gr. N.T. Wittenberg 1661.
- De Magis ad Matth. II. Wittenberg 1663, 1673.
- Exercitationum graecae linguae tractactus : de soloecismis et barbarismis graecae novi foederis dictioni falso tributis ut et de Cilicismis aliisque a Paulo nove usurpatis; in quo varia scripturae S. N. Test. loca explicantur & illustrantur; accesserunt disputationes quaedam philol. insigniores. Wittenberg 1685, Frankfurt und Leipzig 1688.